# Квіти запізнілі (фільм)
«Квіти запізнілі» (рос. «Цветы запоздалые») — радянський художній фільм 1970 року за мотивами однойменної повісті  А. П. Чехова написаної в ранній період творчості письменника. Фільм знятий за інсценуванням Юрія Олеші (в титрах не вказаний). У фільмі звучить «Фантастична симфонія» Гектора Берліоза.

## Сюжет
Це розповідь про нерозділене кохання і запізніле прозріння. У фільмі зображено життя родини князів Приклонських. Головна героїня княжна Марія (Ірина Лаврентьєва), досить симпатична дівчина, любить мати (Ольга Жизнєва) і брата Єгорушку (Валерій Золотухін). Брат же виявляється глибоко порочною людиною, яка не бажає позбавлятися від шкідливих звичок.
Незабаром з'являється в оповіданні і доктор Топорков (Олександр Лазарев). Марія і Єгорушка захворіли, і мати викликала лікаря Топоркова, так як була високої думки про його професійні якості. Він вилікував Приклонських, взяв з них гроші, і на цьому його візити до них скінчилися. Однак Маруся, начитавшись романів про кохання, встигла закохатися в доктора.
Життя героїв пішло під ухил. Маруся від всіх життєвих негараздів знову захворіла. У Топоркова ж раптом прокинулися почуття, але пізно, він виявляється не в силах їй допомогти і княжна вмирає.

## У ролях
- Ірина Лаврентьєва —  Маруся, княжна Приклонська
- Олександр Лазарев —  лікар Микола Семенович Топорков
- Ольга Жизнєва —  княгиня Приклонська
- Валерій Золотухін —  Єгорушка, князь Приклонський
- Інна Ульянова —  Калерія Іванівна
- Олександр Ханов —  Никифор, камердинер
- Ірина Шаляпіна-Бакшеєва —  Прохорівна, сваха
- Зоя Василькова —  Топоркова, дружина лікаря
- Борис Рунге — епізод

## Знімальна група
- Режисер-постановник —  Абрам Роом
- Сценарист —  Абрам Роом
- Оператор —  Леонід Крайненков
- Художник —  Геннадій М'ясников
- У фільмі використані фрагменти з «Фантастичної симфонії» Гектора Берліоза у виконанні Державного симфонічного оркестру кінематографії під керуванням Натана Рахліна.